# Phillips Exeter Academy Library
Créée en 1905, la Phillips Exeter Academy Library, à Exeter, New Hampshire, est une bibliothèque appartenant à l'école d'enseignement secondaire Phillips Exeter Academy.
Inauguré en 1972, le nouveau bâtiment réunit dès son origine 160 000 volumes, répartis sur 9 niveaux, et dispose d'une capacité de 250 000 volumes. Réalisé par l'architecte américain Louis Kahn, il est considéré aujourd'hui comme une œuvre majeure de l'architecture américaine du XXe siècle. À ce titre, il a reçu le prestigieux Twenty-five Year Award en 1997, prix décerné par l'American Institute of Architects (AIA).

## Histoire
La bibliothèque ouvre ses portes en 1905 dans l'Academy Building. En 1939 est créée la Friends of the Library, une association permettant une politique d'acquisition et un budget important qui font aujourd'hui de la Phillips Exeter Academy Library une des plus grandes bibliothèques au monde attachée à un établissement d'enseignement secondaire. En 1965, en raison du volume croissant de ses collections, le projet d'un nouveau bâtiment est confié à Louis Kahn. 
Le 21 octobre 1972 a lieu l'inauguration de la nouvelle bibliothèque, incluant une cérémonie  et un dîner au cours duquel L'architecte prend la parole. En septembre 1973, le bibliothécaire Rodney Armstrong quitte les lieux pour le Boston Athenæum. À partir de 1982, les Lamont Poetry Series sont l'occasion d'inviter chaque année deux poètes de renom. Le premier invité est Jorge Luis Borges. En 1996, l' Academy Library est renommée Class of 1945 Library afin d'honorer le professeur Lewis Perry. En 2001, dix moines tibétains du monastère Drepung Gomang créent un mandala de sable à l'étage principal. En 2003, Nathaniel Kahn réalise un film sur la vie et l'œuvre de son père, Louis I. Kahn, My Architect, nommé à l'Oscar du meilleur film documentaire, dans lequel figure des images de la bibliothèque. En 2005, l'U.S. Postal édite une série intitulée Les Chefs-d'œuvre de l'architecture moderne américaine où figure un timbre représentant la bibliothèque. La même année, la bibliothèque célèbre son centenaire.

## Architecture
La citation accompagnant la remise du Twenty-five Year Award en 1997 par l'American Institute of Architects est la suivante :
« Association exceptionnelle du dessin et de la technologie, cette icône d'une structure clairement articulée fait du fameux quadrilatère original de la célèbre Académie un centre culturel et un chef-d'œuvre de l'architecture moderne. Le bloc massif de brique rouge sombre recèle une délicatesse surprenante. Il est artistiquement en avance sur son temps et continuera à éclairer, telle une pierre de touche spirituelle de grande conception, des générations d'architectes».
Dans les années 50, la collection de la bibliothèque nécessitant de nouveaux espaces, il a d'abord été envisagé de construire une annexe à la Davis Library, bâtiment dessiné à l'origine par Ralph Adams Cram (en). Le projet est vite abandonné et l'idée apparaît de réaliser un nouveau bâtiment qui serait respectueux de l'architecture géorgienne environnante. Après constitution d'un cahier des charges et la rencontre de plusieurs architectes, le choix des commanditaires se porte en 1965 sur Louis Kahn, pour son usage particulier de la brique et l'intérêt porté à l'utilisation de la lumière naturelle. La bibliothèque est pour Louis Kahn un sujet d'étude depuis plusieurs années. Lors d'un discours général au sujet de l'architecture, l'ordre et les espaces à l'Institut royal d'architecture du Canada en 1957, il précise : 

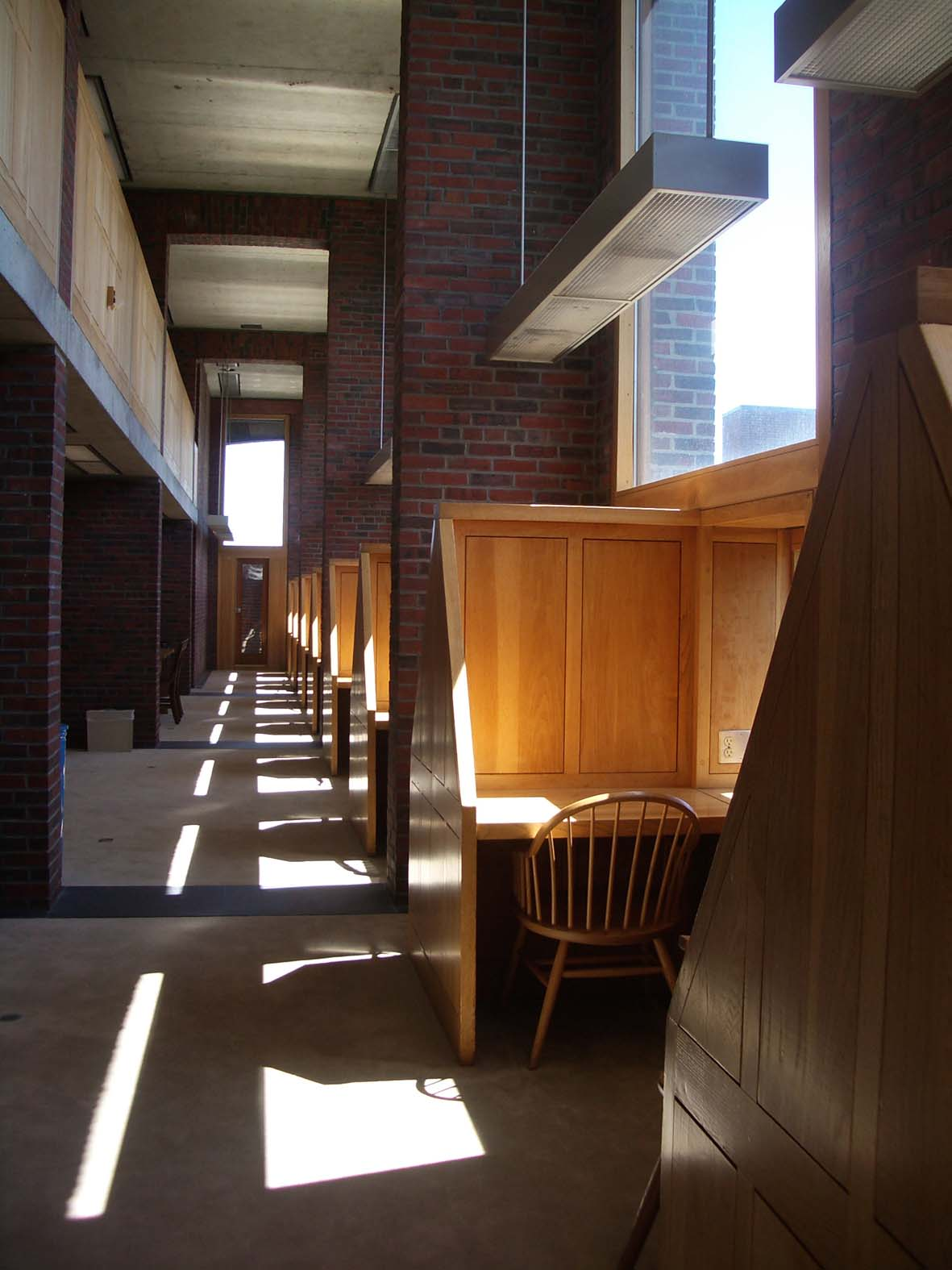
Un carrel (cabinet de lecture)

« Un homme avec un livre va vers la lumière. Ainsi commence une bibliothèque. Il ne s'éloignera pas de 15m pour se mettre sous la lumière électrique. Le cabinet de lecture est la niche qui pourra être le commencement de l'ordre de l'espace et sa structure. Dans une bibliothèque la colonne commence toujours dans la lumière. Sans être nommé, l'espace créé par la structure de la colonne évoque son usage comme cabinet de lecture». »
— Louis I. Kahn, Silence et lumière.

La bibliothèque est un bâtiment carré 111 par 111 pieds, soit 33,83 sur 33,83 mètres, occupant une superficie totale de 12 321 pieds carrés, soit 1 145 m2. La hauteur totale du sol au sommet du parapet inférieure que l'on voit depuis la route est de près de 80 pieds, soit 24,38 m. La hauteur au sommet du plus haut parapet, au centre, est de 85,5 pieds, soit 26,06 m. L'immeuble possède neuf niveaux, dont les sous-sols. Les sous-sols conservent les collections de micro-films et de périodiques ainsi que les archives de l'école. Le rez-de-chaussée abrite également la collection de périodiques. 
Le bâtiment est constitué de deux enveloppes, la première extérieure en brique, la deuxième intérieure en béton brut. La première s'interrompt, telle une ruine, par une rangée de baies sans fenêtres, laissant apparaître le ciel et la silhouette des aménagements du dernier étage en retrait. De ses voyages en Europe, en particulier à Rome et Carcassonne, Louis Kahn a ramené ce goût pour la ruine et le monumental, apparent dans plusieurs de ses œuvres.
À l'entrée, un double escalier, en béton brut, partiellement couvert de marbre, permet d'accéder au premier étage où se trouve la salle centrale. Il s'agit d'un atrium, espace de 50 pieds de côté, soit 15,24 mètres, baigné de lumière naturelle, d'une part par de larges ouvertures côté nord et ouest, d'autre part par de grandes baies à claire-voie au sommet de la salle, à 70 pieds de hauteur, 21,33 mètres. De grandes percées circulaires permettent de voir les rangées de bibliothèques en chêne clair, alignées sur les différents étages du bâtiment. L'espace entre les deux murs de brique et béton, est réservé, outre à une partie de la collection, aux espaces de services. Au pied des structures verticales de l'enveloppe extérieure, aux premier et deuxième étages, les cabinets de lecture individuels profitent de la lumière naturelle, des volets en chêne clair permettant de s'en préserver si nécessaire.
Il y a environ 450 places (entre la salle de lecture, les cabinets de lecture individuels et des espaces de repos confortables au troisième étage). Le quatrième étage est réservé à deux salles de séminaire, à une galerie réservée à la préservation et exposition occasionnelle de livres rares, auxquels s'ajoutent une terrasse.

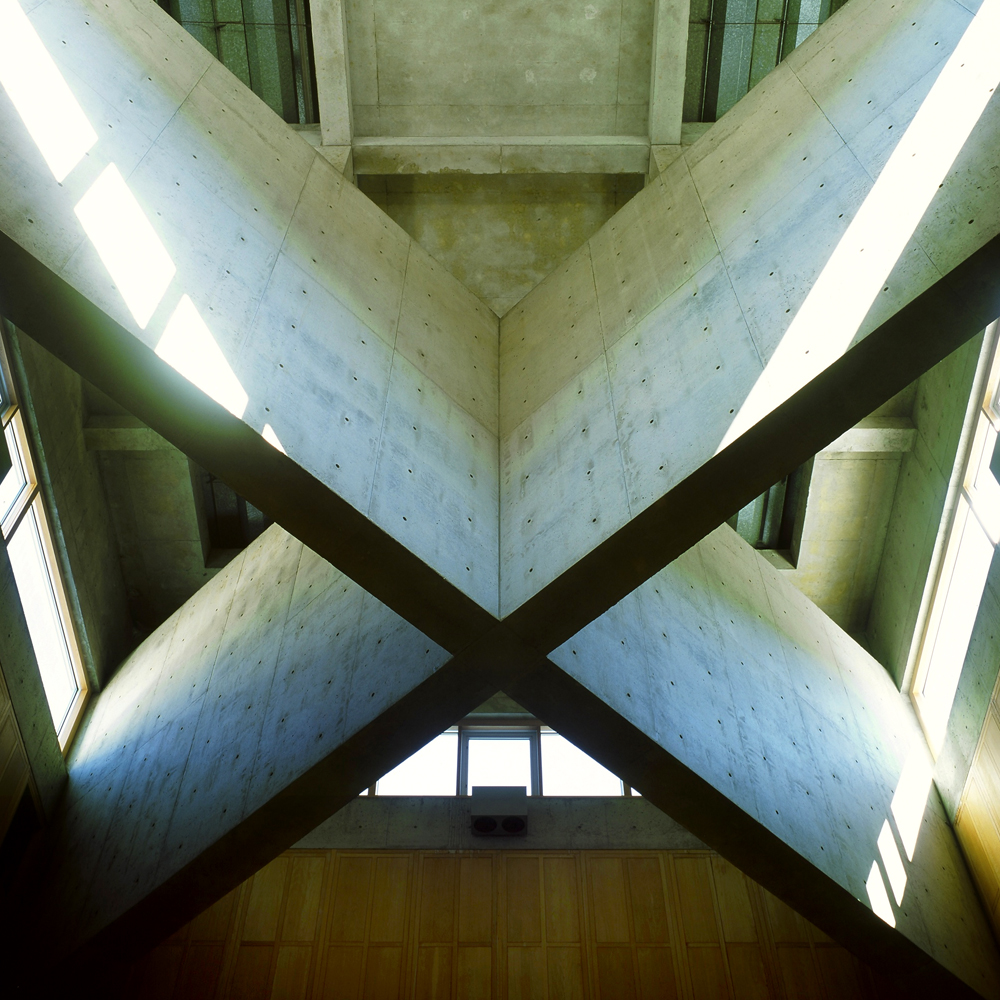
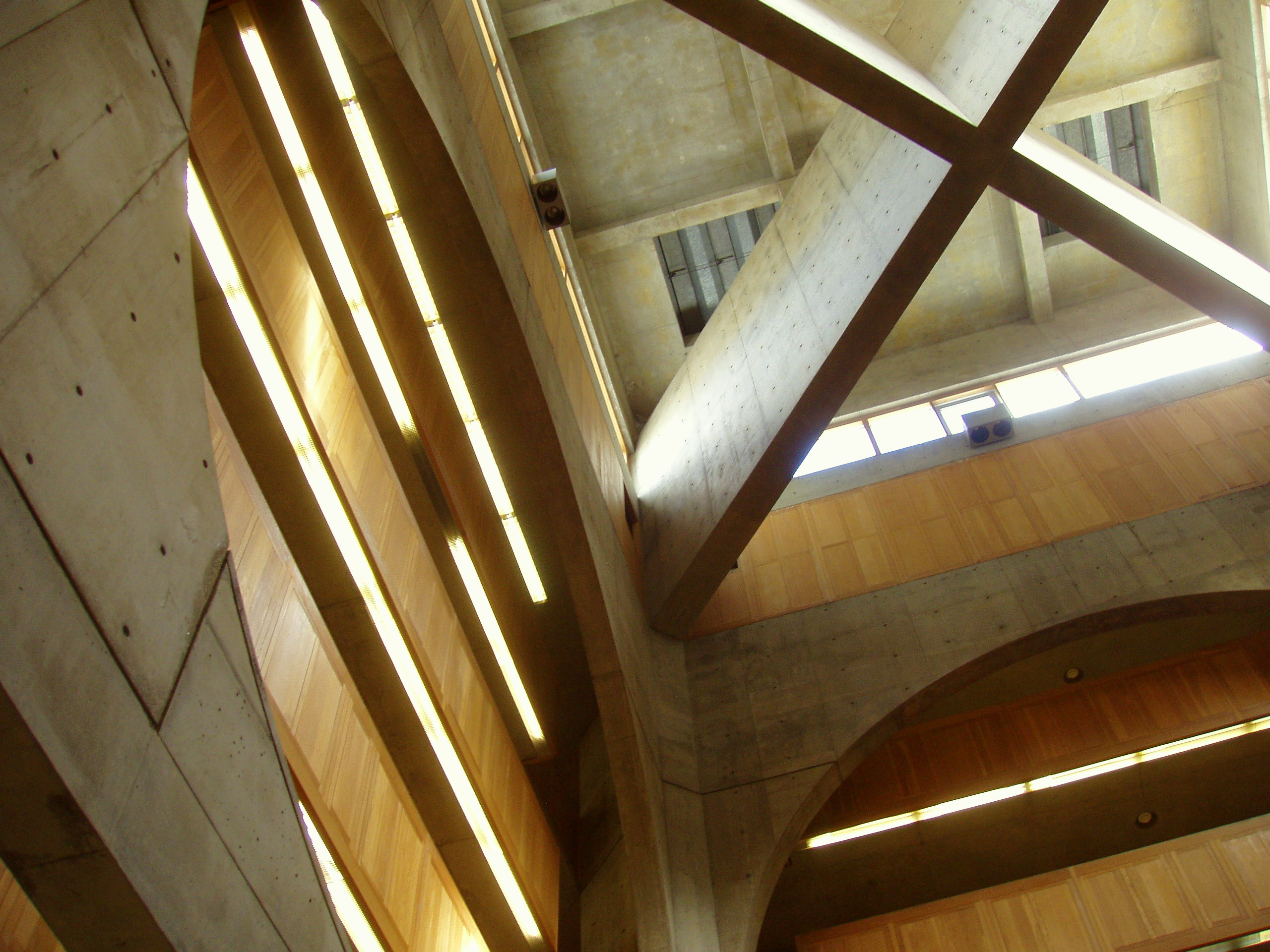
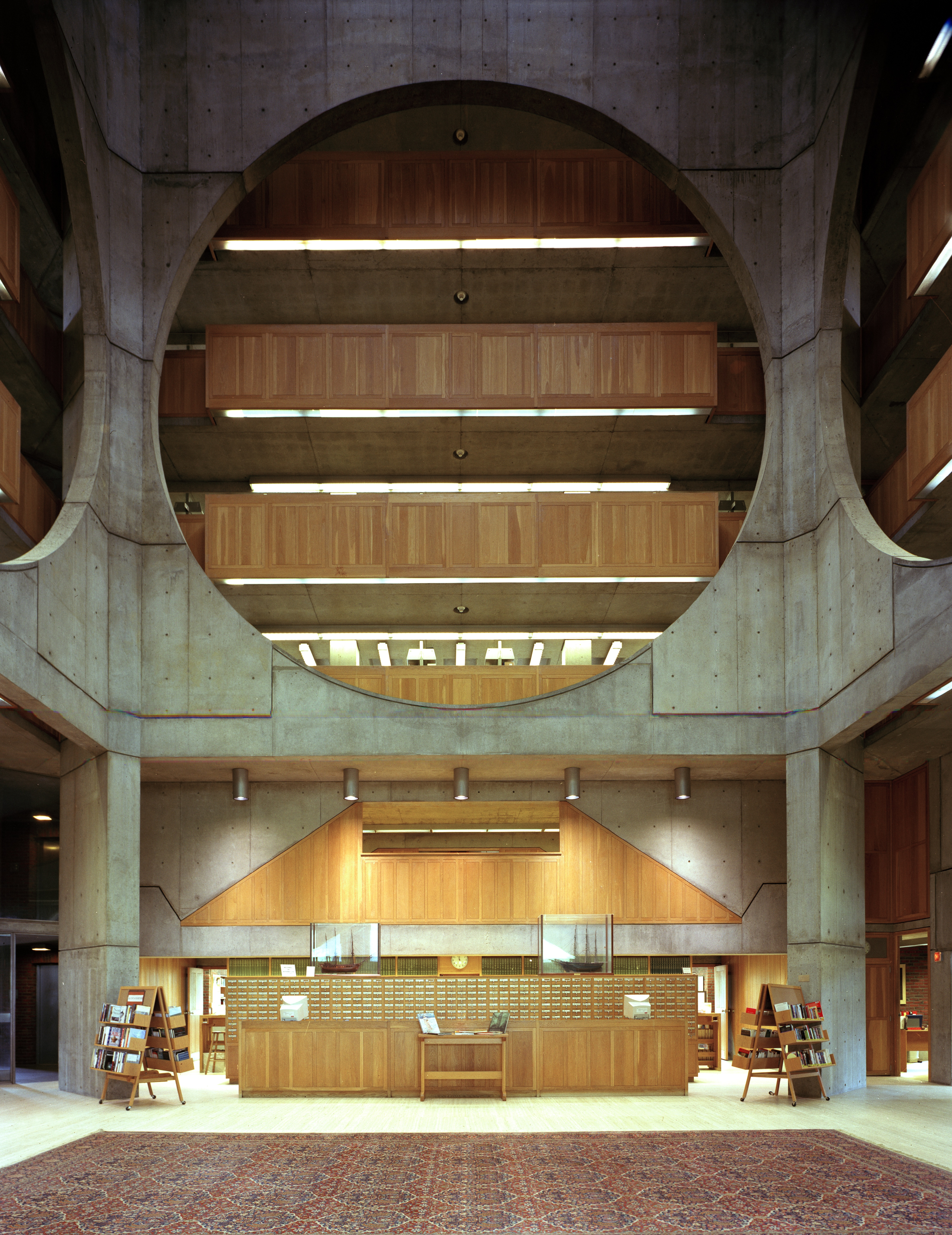
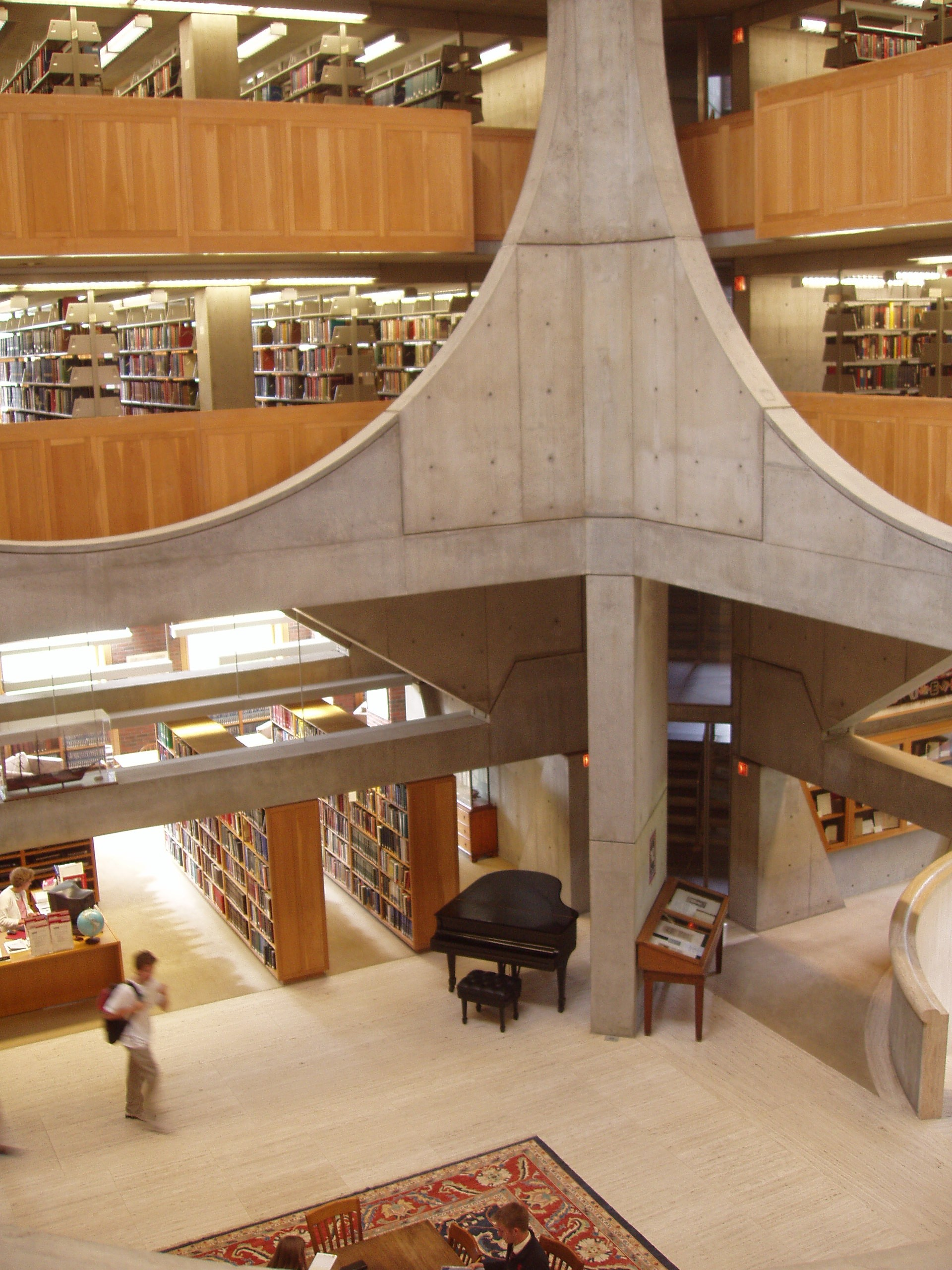
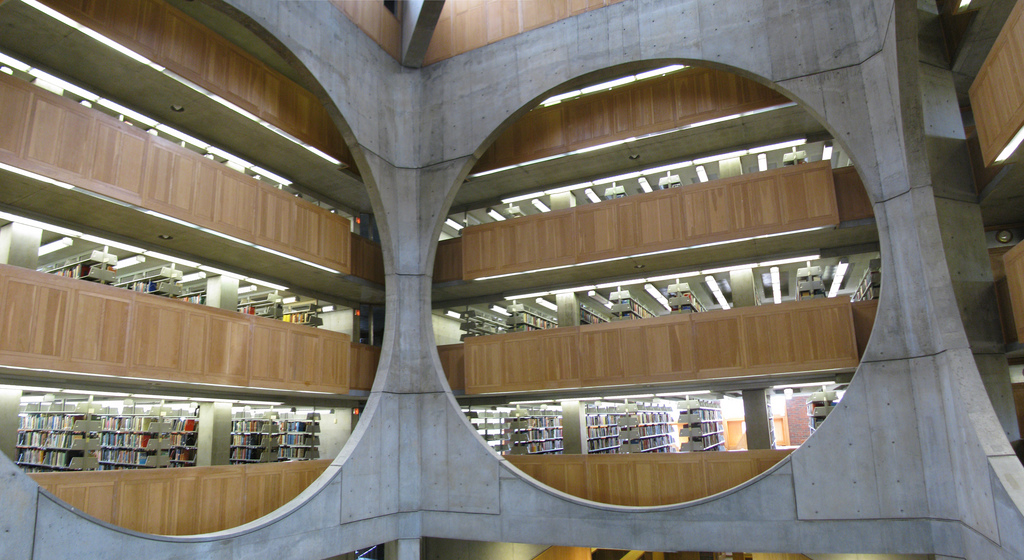
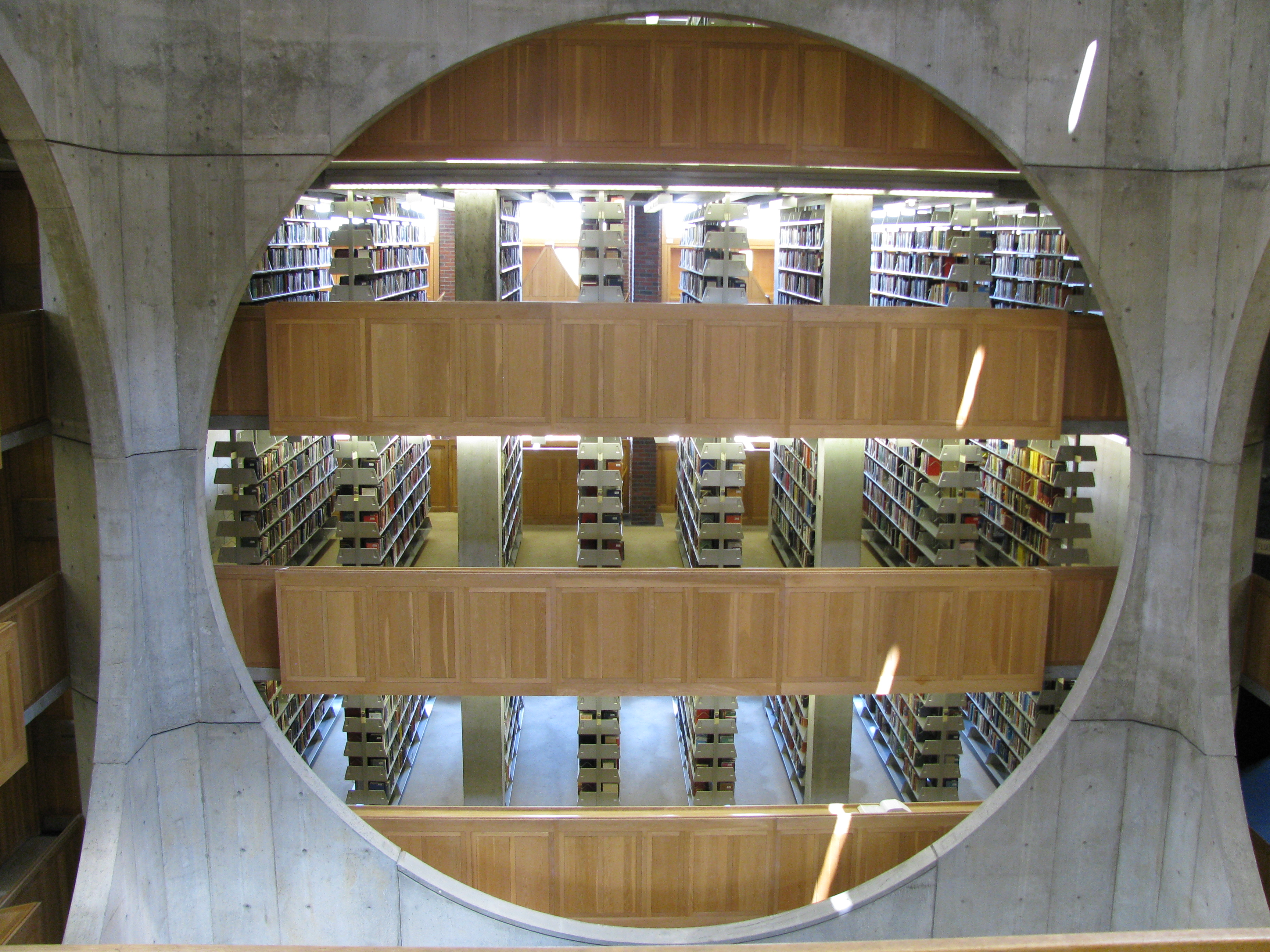
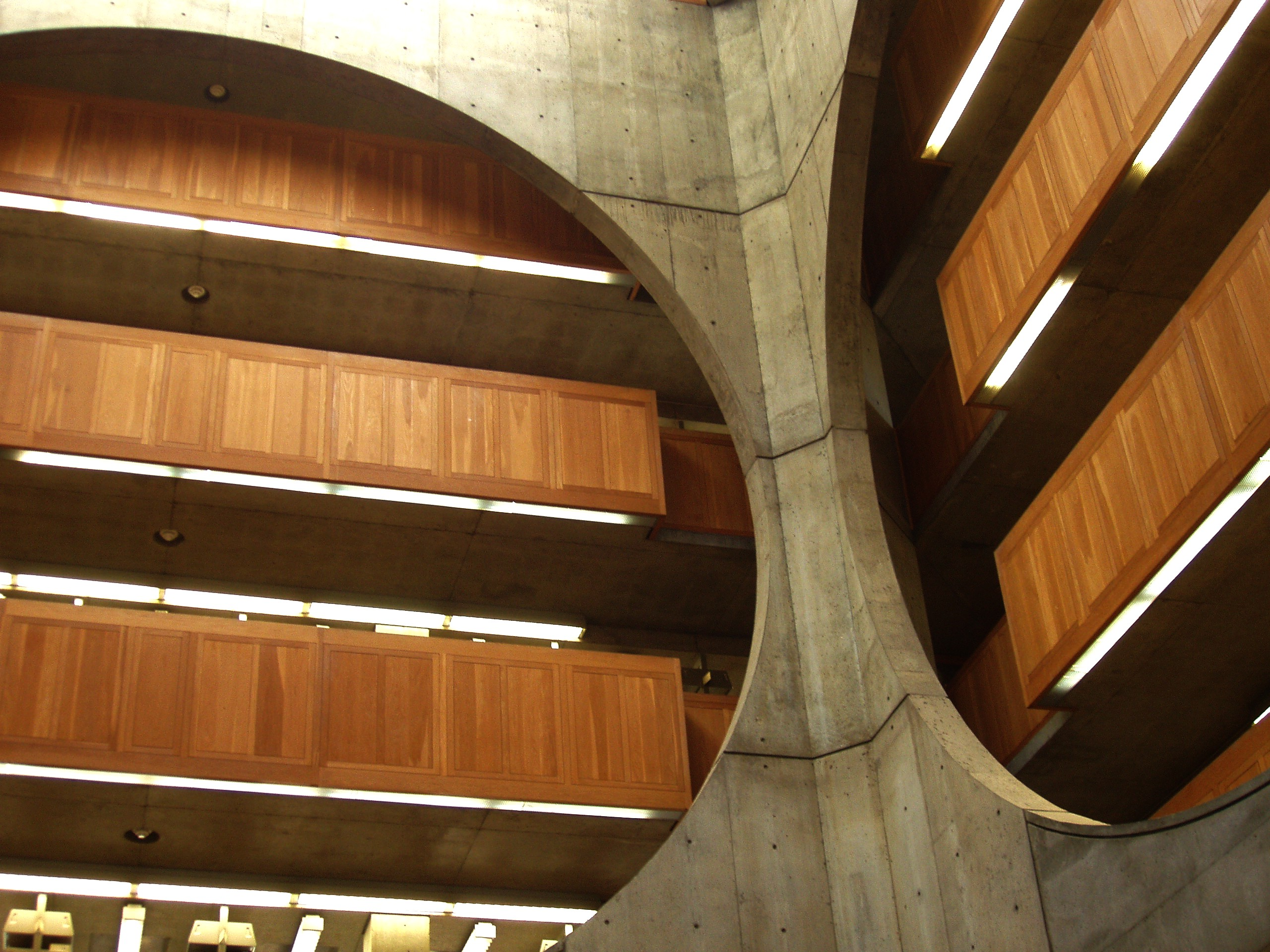